# Oldehore
L'Oldehore, en allemand Oldenhorn, aussi appelé Becca d'Audon en français, est une montagne des Alpes bernoises en Suisse. Il culmine à 3 123 mètres. Il s'agit d'un tripoint entre les cantons de Berne, Vaud et Valais.

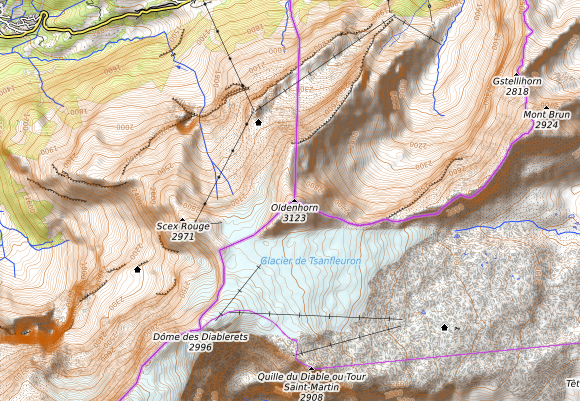
Carte topographique de l'Oldehore.

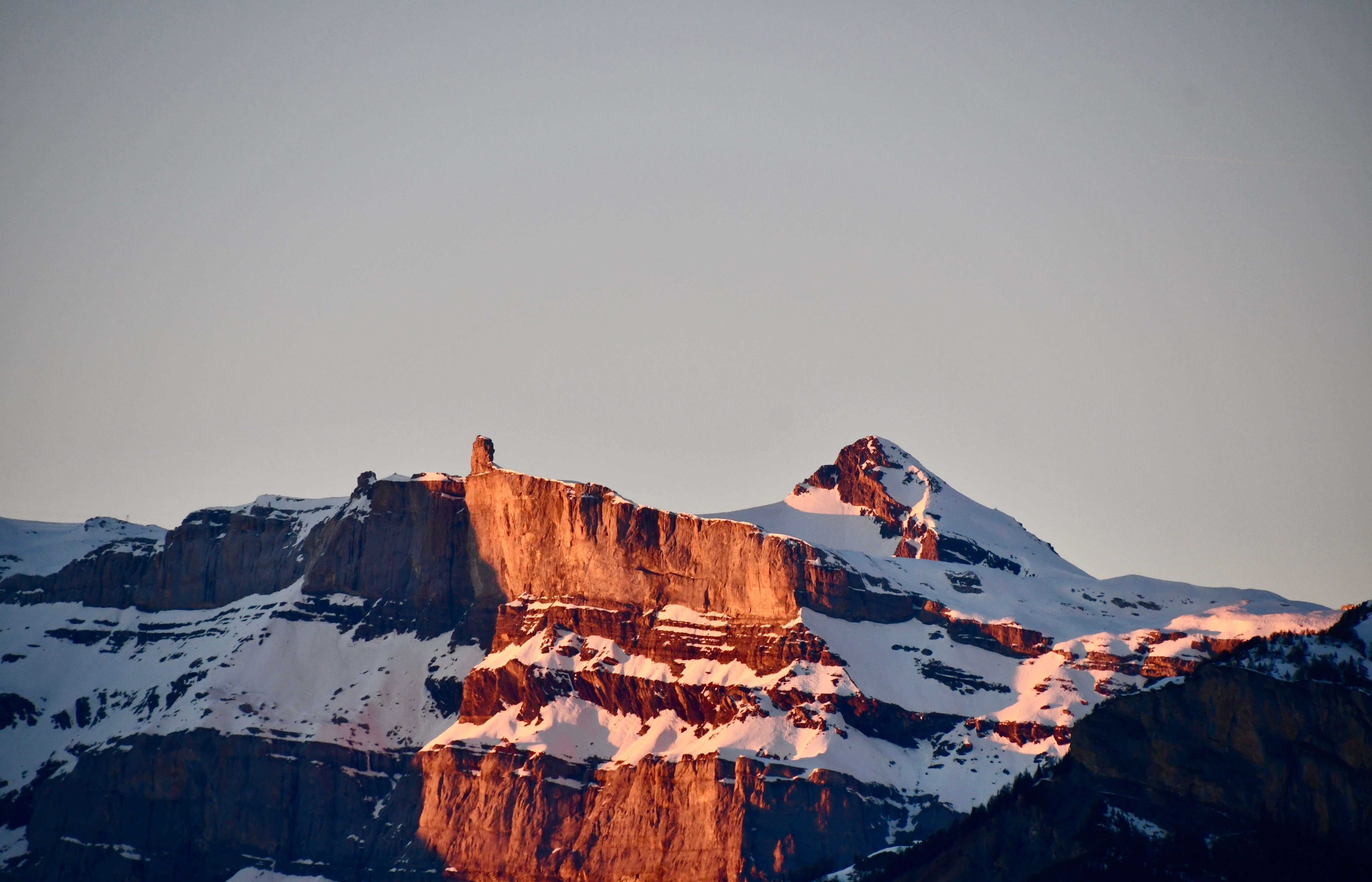
La tour Saint-Martin et l'Oldehore vus depuis Nendaz.